# Vlag van Binche
De vlag van Binche is op 18 maart 2002 bij raadsbesluit vastgesteld als de vlag van de Henegouwse gemeente Binche. De vlag kan als volgt worden beschreven:
Wit met een zwarte leeuw, rood getongd en geklauwd.
De vlag werd pas op 17 juli 2003 bevestigd door de Franse Gemeenschapsregering. De vlag zijn afkomstig op het oude gemeentewapen. Dit gemeentevlag is identiek aan de vlag van Edegem.

Het oude wapen van Binche
Vlag van Edegem